# نجمة الفارس المقنعة
نجمة الفارس المقنعة (الاسم العلمي:Hippeastrum calyptratum) هي نوع من النباتات تتبع جنس نجمة الفارس من الفصيلة النرجسية.